# Giacomo Mazzi
Giacomo Mazzi (Grosseto, 18 gennaio 1979) è un ex calciatore italiano, di ruolo portiere.

## Carriera

### Club
La sua prima squadra professionistica è stata il Siena in Serie C1.
Nel 1997 viene ingaggiato dall'Empoli in Serie A, dove gioca 5 partite in due stagioni.
Successivamente scende di categoria per difendere le porte di Savoia in Serie B e Lecco, prima di tornare ancora ad Empoli; dopo una breve parentesi alla Viterbese, nel 2003 passa alla Lodigiani, mentre nel 2005 fa parte della rosa della Reggina in Serie A.
In seguito lascia il calcio professionistico ma continua a giocare in diverse squadre dilettantistiche della Provincia di Grosseto.

### Nazionale
Conta 5 presenze con la Nazionale U20 e 5 convocazioni con la Nazionale U21 ma nessuna presenza.